# Pecqueuse
Pecqueuse är en kommun i departementet Essonne i regionen Île-de-France i norra Frankrike. Kommunen ligger i kantonen Limours som tillhör arrondissementet Palaiseau. År 2022 hade Pecqueuse 567 invånare.

## Befolkningsutveckling
Antalet invånare i kommunen Pecqueuse
| Referens: INSEE |